# Équipe d'Algérie masculine de handball au Championnat du monde 1986
 (septembre 2018).
Si vous disposez d'ouvrages ou d'articles de référence ou si vous connaissez des sites web de qualité traitant du thème abordé ici, merci de compléter l'article en donnant les références utiles à sa vérifiabilité et en les liant à la section « Notes et références ».
Cet article relate le parcours de l'Équipe d'Algérie masculine de handball au Championnat du monde 1986, organisé en Suisse du 25 février au 8 mars 1986. Qualifiée grâce à son titre au championnat d'Afrique en 1985, il s'agit de la 3e participation de l'Algérie au championnat du monde. 
Elle perd ses trois rencontres de la phase de poule, ainsi que les trois de la phase de classement, et termine donc dernière de la compétition.

## Présentation

### Qualification
L'Algérie s'est qualifiée grâce à sa victoire au Championnat d'Afrique 1985.

### Préparation
L'Algérie se prépare pour les mondiaux en participant notamment au Challenge Marrane.

### Effectif
L'effectif était :
- Kamel Ouchia (GB ; 2/10/1956 ; MP Alger ; 1,78 m ; 69 kg)
- Mohamed Machou (GB ; 25/6/1958 ; MA Hussein Dey ; 1,81 m ; 77 kg)
- Karim El-Maouhab (GB ; 18/10/1966 ; Nadit Alger ; 1,86 m ; 79 kg)
- Brahim Boudrali (12/2/1963 ; MP Alger ; 1,85 m ; 79 kg)
- Salah Bouchekriou (17/2/1962 ; IRB Alger ; 1,80 m ; 78 kg)
- Kamel Akkeb (11/10/1959 ; MP Alger ; 1,74 m ; 70 kg)
- Omar Azeb (7/7/1960 ; MP Alger ; 1,83 m ; 84 kg)
- Abdelkrim Bendjemil (5/12/1959 ; MP Oran ; 1,89 m ; 82 kg)
- Abdeslam Benmaghsoula (14/8/1960 ; IRB Alger ; 1,78 m ; 75 kg)
- Zine Eddine Mohamed Seghir (22/8/1959 ; MA Hussein Dey ; 1,72 m ; 68 kg)
- Makhlouf Aït Hocine (11/11/1966 ; MP Alger ; 1,82 m ; 82 kg)
- Hocine Ledra (9/9/1956 ; MP Alger ; 1,82 m ; 79 kg)
- Abdelhak Bouhalissa (1/7/1961 ; Nadit Alger ; 1,74 m ; 73 kg)
- Abou Sofiane Draouci (22/4/1960 ; MA Hussein Dey ; 1,76 m ; 74 kg)
- Ahcene Djeffal (11/12/1955 ; MP Alger ; 1,73 m ; 87 kg)

Sélectionneur
- Mohamed Aziz Derouaz

## Résultats

### Phase de poule (Groupe D)
Les matchs se sont déroulés à Saint-Gall, Zurich, Bâle et Berne.
|   | Équipe   | Pts | J | G | N | P | Bp | Bc | Diff |
| - | -------- | --- | - | - | - | - | -- | -- | ---- |
| 1 | Hongrie  | 6   | 3 | 3 | 0 | 0 | 71 | 62 | 9    |
| 2 | Suède    | 4   | 3 | 2 | 0 | 1 | 70 | 60 | 10   |
| 3 | Danemark | 2   | 3 | 1 | 0 | 2 | 69 | 67 | 2    |
| 4 | Algérie  | 0   | 3 | 0 | 0 | 3 | 53 | 74 | -21  |

| Hongrie - Danemark 25:21 (11: 8) Suède - Algérie 24:16 (11: 8) Hongrie - Suède 23:22 ( 9:12) Danemark - Algérie 27:18 (13: 8) Hongrie - Algérie 23:19 (12:13) Suède - Danemark 24:21 (12:11) |

### Groupe de classement 13 à 16
Les matchs se sont déroulés à Soleure, La Chaux-de-Fonds, Winterthour, Genève, Aarau et Lucerne.
|    | Équipe          | Pts | J | G | N | P | Bp | Bc | Diff |
| -- | --------------- | --- | - | - | - | - | -- | -- | ---- |
| 13 | Tchécoslovaquie | 6   | 3 | 3 | 0 | 0 | 74 | 64 | 10   |
| 14 | Pologne         | 4   | 3 | 2 | 0 | 1 | 77 | 69 | 8    |
| 15 | Cuba            | 2   | 3 | 1 | 0 | 2 | 71 | 78 | -7   |
| 16 | Algérie         | 0   | 3 | 0 | 0 | 3 | 66 | 77 | -11  |

| Tchécoslovaquie - Cuba 27-23 (16-9) Pologne - Algérie 28-23 (13-6) Tchécoslovaquie - Pologne 23-22 (10-13) Cuba - Algérie 25-24 (10-16) Tchécoslovaquie - Algérie 24-19 Pologne - Cuba 27-23 |